# Кузьмина, Валентина Ивановна
Валентина Ивановна Кузьмина (род. 29.01.1948, Московская область) — прядильщица Болшевской прядильной фабрики имени 1 Мая, Московская область.

## Биография
Родилась 29 января 1948 года в деревне Ровни, Шаховского района Московской области в крестьянской семье. Русская. Окончания 8 класса Раменской средней школы.
В 1963 году приехала в посёлок Болшево города Калининграда Московской области. С 1964 работала на фабрике имени 1 Мая. Без отрыва от производства окончила Первомайскую школу рабочей молодёжи.
На фабрике в прядильном цехе освоила несколько профессий. Была инициатором многостаночного обслуживания. В совершенстве овладела мастерством прядильщицы. Была инициатором многостаночного движения, производила продукцию только отличного качества. Высоких показателей в труде добилась за счет высокой организации труда, совершенствования рабочих приемов, соблюдения технологической дисциплины. Была инициатором многостаночного обслуживания. Опыт её работы распространен на предприятиях отрасли.
Указом Президиума Верховного Совета СССР от 21 апреля 1975 года и 28 сентября 1979 года награждена орденами Трудовой Славы 3-й и 2-й степени соответственно.
Указом Президиума Верховного Совета СССР от 7 января 1983 года за самоотверженный высокопроизводительный труд, большие успехи, достигнутые во Всесоюзном социалистическом соревновании в ознаменование 60-летия образования Союза ССР, долголетнюю безупречную работу на одном предприятии награждена орденом Трудовой Славы 1-й степени, став полным кавалером ордена Трудовой Славы.
Вела активную общественную работу. Неоднократно избиралась членом бюро горкома и членом обкома КПСС, членом Комитета советских женщин.
С 1997 года на пенсии.
Живёт в городе Королев Московской области.